# Rudi Horn
Rudi Horn (* 21. Juni 1938 in Kobier (Kobiór) bei Kattowitz als Rudolf Horzonek) ist ein ehemaliger deutscher Schlagersänger, der in den 1960er und 1970er Jahren besonders mit Liedern über das Ruhrgebiet bekannt wurde.
Horn wurde als Sohn eines Musikers geboren. Schon während der Maurerlehre spielte er mit seiner Band Die Kolibris bei Tanzveranstaltungen. 1960 siegte er in einem Nachwuchswettbewerb in Köln und nahm danach vier Titel unter dem Namen Mac Donald bei Polydor und weitere vier bei Cornet als Rudi Hornek auf. In den folgenden Jahren arbeitete er in seinem Lernberuf und nahm daneben Gesangsunterricht. Ab 1965 kamen mehrere Singles unter dem Namen Rudi Horn, den er von da ab als Künstlernamen benutzte,  bei Electrola heraus. 1972 erschien bei BASF Cornet seine erste LP „Vatter Brüggemanns Tauben“, mit Texten über den Ruhrpott, geschrieben von Fritz Graßhoff und vertont von Heinz Gietz. 1978 machte eine weitere LP mit diesem Thema bei Bellaphon. Später trat Rudi Horn noch mit Pfadfindergesangsgruppen auf.

## Diskografie
Als Mac Donald:
- Isabelle / Little Girl – Single, 1962, Polydor 24950
- Sonntag, ja Sonntag / Sing, und die Welt singt mit dir (Laugh and the World Laughs with You)  – Single, 1963, Polydor 52090

Als Rudi Hornek:
- Zwischen Dortmund, Duisburg, Wuppertal / Claudia-Susann – Single, 1967, Cornet 3015
- Fremde Ufer, fremde Sterne / Suliko – Single, 1969, Cornet 3141

Als Rudi Horn:
- Einst waren wir Freunde / Ein freier Mann – Single, 1965, Electrola 22917
- Anja / Laß ein Jahr vorüber geh’n – Single, 1965, Electrola 23020
- Armer Leute Sohn (Poor Man’s Son) / Er sprach kein Wort zu ihr – Single, 1966, Electrola 23116
- Vatter Brüggemanns Tauben – Rudi Horn singt von Kumpels, Kohlen und Kurzen – LP, 1972, BASF Cornet 20 21724-8
- Steh'n die Sterne über Herne / Am Fluß, unten am Fluß – Single, 1974, BASF Cornet 12031
- Weißt du noch, Kumpel? – LP, 1978, Bellaphon BLPS-3331
- Der Berg / Kumpel Heinz – Single, 1979, Bellaphon BN 11404
- Skeena River Song / Die lange Straße – Single, 1987
- Country und Western mit Rudi Horn – Cassette, 1986, BSP-Musik 111636-8

| Personendaten    | Personendaten                                                                         |
| ---------------- | ------------------------------------------------------------------------------------- |
| NAME             | Horn, Rudi                                                                            |
| ALTERNATIVNAMEN  | Horzonek, Rudolf (wirklicher Name); Donald, Mac (Pseudonym); Hornek, Rudi (Pseudonym) |
| KURZBESCHREIBUNG | deutscher Schlagersänger                                                              |
| GEBURTSDATUM     | 21. Juni 1938                                                                         |
| GEBURTSORT       | Kobier (Schlesien)                                                                    |